# Kalimeris lautureana
Kalimeris lautureana là một loài thực vật có hoa trong họ Cúc. Loài này được (Debeaux) Kitam. mô tả khoa học đầu tiên năm 1937.